# Frederik Lodewijk van Palts-Landsberg
Frederik Lodewijk van Palts-Landsberg (Heidelberg, 27 oktober 1619 – Landsberg, 11 april 1681) was van 1645 tot 1661 vorst van Palts-Landsberg en van 1661 tot aan zijn dood hertog van Palts-Zweibrücken. Hij behoorde tot het huis Palts-Zweibrücken.

## Levensloop
Frederik Lodewijk was de tweede zoon van vorst Frederik Casimir van Palts-Landsberg en Emilia Antwerpiana van Nassau, dochter van prins Willem van Oranje.
In 1645 volgde hij zijn vader op als vorst van Palts-Landsberg. Hij erfde een land waarvan de administratie en de infrastructuur door de onrust van de Dertigjarige Oorlog in een desolate staat verkeerden. Frederik Lodewijk kon dit gedeeltelijk oplossen door wederopbouwmaatregelen, territoriale reorganisatie en door te handel te bevorderen. In 1661 erfde hij na het overlijden van zijn neef Frederik het hertogdom Palts-Zweibrücken.
Nadat Frederik Lodewijk koning Lodewijk XIV van Frankrijk weigerde te huldigen als leenheer van Palts-Zweibrücken, werd dit hertogdom in 1680 door Franse troepen bezet. 
In april 1681 stierf hij op 61-jarige leeftijd in de burcht van Landsberg. Omdat hij zonder mannelijke nakomelingen stierf, werd Palts-Zweibrücken geërfd door koning Karel XI van Zweden, die uit de linie Palts-Kleeburg stamde. Frederik Lodewijk werd bijgezet in de Slotkerk van Meisenheim.

## Huwelijken en nakomelingen
Op 14 november 1645 huwde Frederik Lodewijk met zijn nicht Juliana Magdalena van Palts-Zweibrücken (1621-1672), dochter van hertog Johan II van Palts-Zweibrücken. Ze kregen dertien kinderen:
- Karel Frederik (1646-1646)
- Willem Lodewijk (1648-1675), erfprins van Palts-Zweibrücken
- een dochter (1648-1649)
- een doodgeboren zoon (1650)
- Gustaaf (1651-1652)
- een doodgeboren dochter (1652)
- Charlotte Amalia (1653-1707), huwde in 1678 met graaf Johan Filips van Isenburg-Offenheim
- Louise Magdalena (1654-1672)
- Maria Sophia (1655-1659)
- Elisabeth Christina (1656-1707), huwde eerst in 1678 met graaf Emico XIV van Leiningen en daarna in 1692 met burggraaf Christoffel Frederik van Dohna-Lauck
- Karel Casimir (1658-1673)
- Juliana Eleonora (1661-1662)
- Johan (1662-1665)

Na het overlijden van zijn echtgenote ging hij in 1672 een morganatisch huwelijk aan met Maria Elisabeth Hepp (1635-1722). Ze kregen vijf kinderen, die de titel van vrijheer van Fürstenwärther kregen:
- Willem Frederik (1673-1732)
- Karel Aemilius (1674-1758)
- Lodewijk Filips (1676-1724)
- een doodgeboren zoon (1677)
- Maria Elisabeth (1679-1680/1681)

## Voorouders
| Overgootouders                                    | Wolfgang van Palts-Zweibrücken (1526-1569) ∞ Anna van Hessen (1529-1591)                     | Wolfgang van Palts-Zweibrücken (1526-1569) ∞ Anna van Hessen (1529-1591)                     | Willem V van Kleef (1516-1592) ∞ 1451 Maria van Oostenrijk (1531-1581)                       | Willem V van Kleef (1516-1592) ∞ 1451 Maria van Oostenrijk (1531-1581)                       | Willem I van Nassau-Dillenburg (1487-1559) x Juliana van Stolberg (1506-1580)                | Willem I van Nassau-Dillenburg (1487-1559) x Juliana van Stolberg (1506-1580)                | Lodewijk III van Bourbon-Vendôme (1513-1582) x Jaqueline de Longwy (ca. 1519-1561)           | Lodewijk III van Bourbon-Vendôme (1513-1582) x Jaqueline de Longwy (ca. 1519-1561)           |
| Grootouders                                       | Johan I van Palts-Zweibrücken (1550-1604) ∞ Magdalena van Kleef (1553-1633)                  | Johan I van Palts-Zweibrücken (1550-1604) ∞ Magdalena van Kleef (1553-1633)                  | Johan I van Palts-Zweibrücken (1550-1604) ∞ Magdalena van Kleef (1553-1633)                  | Johan I van Palts-Zweibrücken (1550-1604) ∞ Magdalena van Kleef (1553-1633)                  | Willem I van Oranje-Nassau (1533-1584) ∞ 1598 Charlotte de Bourbon (1547-1582)               | Willem I van Oranje-Nassau (1533-1584) ∞ 1598 Charlotte de Bourbon (1547-1582)               | Willem I van Oranje-Nassau (1533-1584) ∞ 1598 Charlotte de Bourbon (1547-1582)               | Willem I van Oranje-Nassau (1533-1584) ∞ 1598 Charlotte de Bourbon (1547-1582)               |
| Ouders                                            | Frederik Casimir van Palts-Landsberg (1585-1635) ∞ Emilia Antwerpiana van Nassau (1581-1657) | Frederik Casimir van Palts-Landsberg (1585-1635) ∞ Emilia Antwerpiana van Nassau (1581-1657) | Frederik Casimir van Palts-Landsberg (1585-1635) ∞ Emilia Antwerpiana van Nassau (1581-1657) | Frederik Casimir van Palts-Landsberg (1585-1635) ∞ Emilia Antwerpiana van Nassau (1581-1657) | Frederik Casimir van Palts-Landsberg (1585-1635) ∞ Emilia Antwerpiana van Nassau (1581-1657) | Frederik Casimir van Palts-Landsberg (1585-1635) ∞ Emilia Antwerpiana van Nassau (1581-1657) | Frederik Casimir van Palts-Landsberg (1585-1635) ∞ Emilia Antwerpiana van Nassau (1581-1657) | Frederik Casimir van Palts-Landsberg (1585-1635) ∞ Emilia Antwerpiana van Nassau (1581-1657) |
| Frederik Lodewijk van Palts-Landsberg (1619-1681) |                                                                                              |                                                                                              |                                                                                              |                                                                                              |                                                                                              |                                                                                              |                                                                                              |                                                                                              |